# Wildgang

Schematischer Aufbau der Anspannung

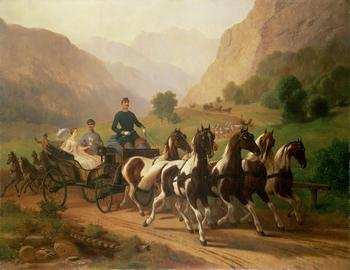
Kaiser Franz Joseph I. (1830–1916) und Braut. (J. G. Prestel).

Wildgang bezeichnet eine alte ungarische Anspannung mit sechs Pferden für Kutschen. Die Equipage wird im ungarischen Stil gefahren.  
Im Wildgang gehen zwei Pferde, die sogenannten Stangenpferde, an der Deichsel, vier weitere gehen nebeneinander davor. Die vier Vorderpferde werden an eine Vorauswaage gespannt. Die Vorauswaage ist an der Deichselspitze befestigt. 